# Tooniverse
Tooniverse é um canal de televisão por assinatura sul-coreano fundado em 1º de dezembro de 1995. É propriedade da CJ ENM. O canal é voltado para crianças e adolescentes.

## Programas
- Ma Boy